# Schlieferspitze
Schlieferspitze är en bergstopp i Österrike.   Den ligger i distriktet Zell am See och förbundslandet Salzburg, i den centrala delen av landet, 300 km väster om huvudstaden Wien. Toppen på Schlieferspitze är 2 955 meter över havet.
Terrängen runt Schlieferspitze är huvudsakligen bergig. Runt Schlieferspitze är det ganska glesbefolkat, med 26 invånare per kvadratkilometer.. Närmaste större samhälle är Neukirchen am Großvenediger, 15,0 km norr om Schlieferspitze. 
Trakten runt Schlieferspitze består i huvudsak av gräsmarker.